# Liste der Biografien/Vas
Liste der Biografien |
Portal Biografien |
Personensuche
# |
A |
B |
C |
D |
E |
F |
G |
H |
I |
J |
K |
L |
M |
N |
O |
P |
Q |
R |
S |
T |
U |
V |
W |
X |
Y |
Z |
?
 
Va |
Vd |
Ve |
Vh |
Vi |
Vj |
Vl |
Vn |
Vo |
Vr |
Vs |
Vt |
Vu |
Vy
 
Vaa |
Vab |
Vac |
Vad |
Vae |
Vaf |
Vag |
Vah |
Vai |
Vaj |
Vak |
Val |
Vam |
Van |
Vap |
Vaq |
Var |
Vas |
Vat |
Vau |
Vav |
Vaw |
Vax |
Vay |
Vaz
Die Liste der Biografien führt alle Personen auf, die in der deutschsprachigen Wikipedia einen Artikel haben. Dieses ist eine Teilliste mit 387 Einträgen von Personen, deren Namen mit den Buchstaben „Vas“ beginnt.

## Vas
- Vas, Abdul (* 1981), venezolanischer Maler
- Vas, Bence (* 1987), ungarischer Jazzmusiker (Hammondorgel, Komposition)
- Vas, János (* 1984), ungarischer Eishockeyspieler
- Vas, Kata Blanka (* 2001), ungarische RadrennfahrerinKata Blanka Vas (* 2001)

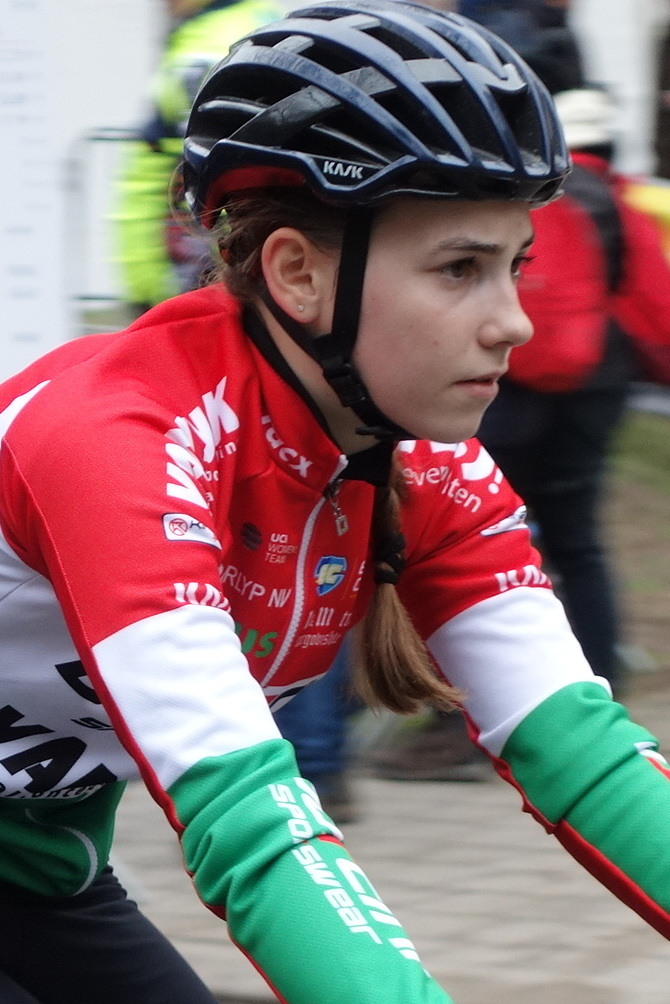
Kata Blanka Vas (* 2001)

- Vas, Márton (* 1980), ungarischer Eishockeyspieler
- Vas, Michael (1881–1958), österreichischer Politiker (LdB, CS), MdL (Burgenland)
- Vas, Silvia (* 1964), österreichische Schauspielerin und Filmemacherin

### Vasa
- Vasa, Pashko (1825–1892), albanischer Schriftsteller und Politiker
- Vasa, Robert Francis (* 1951), US-amerikanischer römisch-katholischer Geistlicher, Bischof von Santa Rosa in California
- Vasa, Vasilije Stojanović (* 1955), serbischer Bildhauer und Maler
- Vasala, Pekka (* 1948), finnischer Mittelstreckenläufer
- Vasalio, Antonio († 1617), Festungsbaumeister, Architekt und Stuckateur
- Vasalis, M. (1909–1998), niederländische Psychiaterin und Schriftstellerin
- Vasallo Rojas, Carlos (1908–1983), chilenischer Politiker und Diplomat
- Vasallo, Brigitte (* 1973), spanische Autorin, Antirassistin, Feministin und LGBT-Aktivistin
- Vasallo, Juan (1927–1995), argentinischer Tango-Kontrabassist
- Vasama, Kaarlo (1885–1926), finnischer Turner
- Vasan, Anjana (* 1987), singapurische Schauspielerin
- Vasandani, Sachal (* 1978), US-amerikanischer Jazzsänger
- Vasanthakumari, M. L. (1928–1990), indische Sängerin
- Vasar, Lauri (* 1970), estnischer Opernsänger (lyrischer Bariton)
- Vasarely, Victor (1906–1997), französischer Maler und Grafiker
- Vasarhelyi, Elizabeth Chai (* 1979), US-amerikanische Dokumentarfilmerin
- Vásárhelyi, Henriette (* 1977), deutsche Schriftstellerin
- Vásárhelyi, Pál (1795–1846), ungarischer Wasserbautechniker
- Vasari, Giorgio (1511–1574), Hofmaler der Medici und Biograph florentinischer KünstlerGiorgio Vasari (1511–1574)

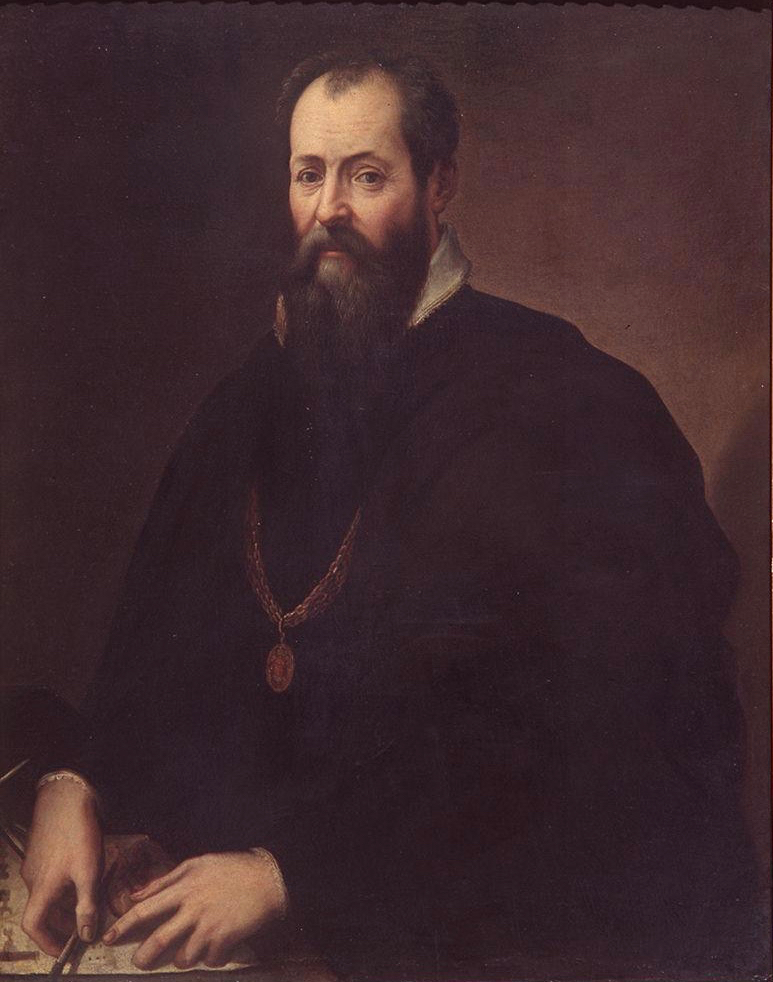
Giorgio Vasari (1511–1574)

- Vasari, Ruggero (1898–1968), italienischer Lyriker und Dramaturg des zweiten Futurismus
- Vásáry, Johann von (1899–1963), ungarischer Theaterschauspieler, Schriftsteller und Drehbuchautor
- Vásáry, Tamás (* 1933), ungarischer Pianist und Musikpädagoge
- Vášáryová, Emília (* 1942), slowakische Schauspielerin
- Vášáryová, Magda (* 1948), slowakische Schauspielerin und Politikerin, Mitglied des Nationalrats
- Vasas, Mihály (* 1933), ungarischer Fußballspieler
- Vasata, Vilim (1930–2016), kroatischer Unternehmer, Werber und Autor
- Vasator, Johannes, deutscher Abt

### Vasc
- Vaschetto, Eladio, argentinischer Fußballspieler
- Vaschy, Aimé (1857–1899), französischer mathematischer Physiker
- Vasco, María (* 1975), spanische Geherin
- Vasconcellos, Andrés (* 1974), ecuadorianischer Schwimmer
- Vasconcellos, Félix César da Cunha (1904–1972), brasilianischer Ordensgeistlicher, römisch-katholischer Erzbischof von Ribeirão Preto
- Vasconcellos, Francisco de Assis Ferreira de (* 1983), brasilianischer Groomer, Fernsehmoderator, Ausbilder und Seminarleiter
- Vasconcellos, Jorge Ferreira de († 1585), portugiesischer Dramatiker und Romanschreiber
- Vasconcellos, Josefina de (1904–2005), britische Bildhauerin
- Vasconcellos, Luis Mendez de (1543–1623), Großmeister des Malteserordens
- Vasconcellos, Sterling (* 2005), fidschianischer Fußballspieler
- Vasconcelos Ferreira, Gabriel (* 1992), brasilianischer Fußballtorhüter
- Vasconcelos Vides, Doroteo (1803–1883), Supremo Director von El Salvador
- Vasconcelos, Aires de Ornelas e (1837–1880), portugiesischer Geistlicher, Bischof von Funchal
- Vasconcelos, António-Pedro (1939–2024), portugiesischer Filmregisseur und -produzent
- Vasconcelos, Augusto de (1867–1951), portugiesischer Politiker
- Vasconcelos, Catarina (* 1986), portugiesische Filmregisseurin
- Vasconcelos, Erasto (1947–2016), brasilianischer Sänger und Komponist
- Vasconcelos, Filipe (* 1997), brasilianischer Fußballspieler
- Vasconcelos, Francisco de (* 1975), osttimoresischer Politiker und Pastor
- Vasconcelos, Francisco Maria de (* 1965), osttimoresischer Politiker und protestantischer Geistlicher
- Vasconcelos, Joana (* 1971), portugiesische KünstlerinJoana Vasconcelos (* 1971)

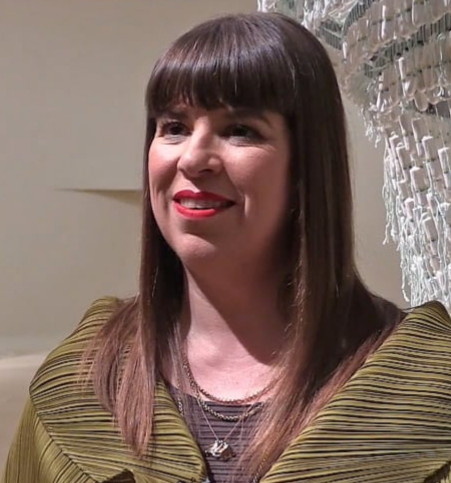
Joana Vasconcelos (* 1971)

- Vasconcelos, Joaquim de (1849–1936), portugiesischer Musik- und Kunstschriftsteller, Kritiker und Historiker
- Vasconcelos, José (1882–1959), mexikanischer Politiker, Schriftsteller und Philosoph
- Vasconcelos, José Leite de (1858–1941), portugiesischer Romanist, Ethnograf und Dialektologe
- Vasconcelos, José Maria Botelho de (* 1950), angolanischer Politiker
- Vasconcelos, José Mauro de (1920–1984), brasilianischer Autor
- Vasconcelos, Luiz Carlos (* 1954), brasilianischer Schauspieler
- Vasconcelos, Marco (* 1971), portugiesischer Badmintonspieler
- Vasconcelos, Marina de (1912–1973), brasilianische Anthropologin und Hochschullehrerin
- Vasconcelos, Michele (* 1994), US-amerikanische Fußballspielerin
- Vasconcelos, Mônica (* 1966), brasilianische Jazzsängerin und Rundfunkmoderatorin
- Vasconcelos, Naná (1944–2016), brasilianischer Jazz-Perkussionist
- Vasconcelos, Pedro Bacelar de, portugiesischer Verfassungsrechtler
- Vasconcelos, Raiane (* 1997), brasilianische Siebenkämpferin
- Vasconcelos, Teodomiro Leite de (1944–1997), mosambikanischer Schriftsteller und Journalist
- Vasconcelos, Wolmer (1937–2021), brasilianischer Mathematiker, Algebraiker und Hochschullehrer
- Vásconez, Christian (* 1989), ecuadorianischer Leichtathlet
- Vasconi, Claude (1940–2009), französischer Architekt
- Vasconselos, Abraão de, osttimoresischer Beamter
- Vasconselos, Agostinho de (1970–2014), osttimoresischer Pastor und Diplomat
- Vascotto, Vasco (* 1969), italienischer Segler

### Vasd
- Vasdeki, Olga (* 1973), griechische Dreispringerin
- Vasdekis, Spyridon (* 1970), griechischer Weitspringer

### Vase
- Vasee, deutscher Sänger
- Vasegaard, Gertrud (1923–2007), dänische Keramikerin und Designerin
- Vasegaard, Lene (* 1940), dänische Schauspielerin
- Vaseghpanah, Nazanin (* 1987), schwedische Fußballspielerin
- Vašek, Anton (1905–1946), slowakischer Publizist, Journalist und Politiker
- Vašek, Radomír (* 1972), tschechischer Tennisspieler
- Vašek, Thomas (* 1968), deutscher Journalist und Buchautor
- Vasel, August (1848–1910), deutscher Gutsbesitzer, Weltreisender, Archäologe und Kunstsammler
- Vasella, Andrea (* 1943), Schweizer Chemiker
- Vasella, Daniel (* 1953), Schweizer ManagerDaniel Vasella (* 1953)

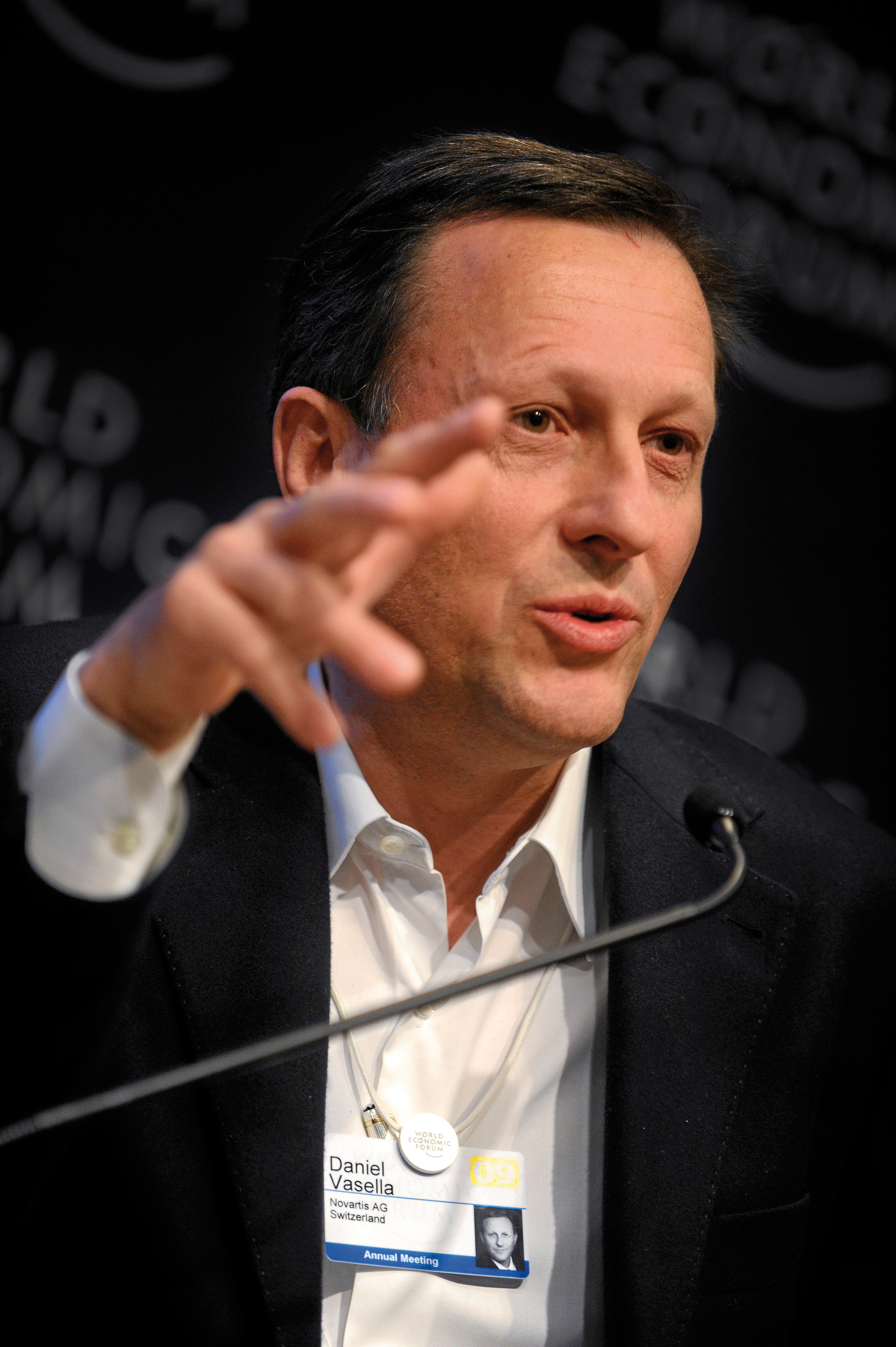
Daniel Vasella (* 1953)

- Vasella, Oskar (1904–1966), Schweizer Historiker
- Vasena, Hector (1904–1978), argentinischer Autorennfahrer
- Vaseršteĭn, Leonid (* 1944), russisch-amerikanischer Mathematiker
- Vasey, George Alan (1895–1945), australischer Generalmajor
- Vasey, Julian (1950–1979), britischer Skirennläufer

### Vash
- Vashegyi, György (* 1970), ungarischer Dirigent, Cembalist, Musikpädagoge und Fachmann für Alte Musik

### Vasi
- Vasi, Giuseppe (1710–1782), römischer Vedutenstecher und Grafiker
- Vasić, Đurađ (* 1956), jugoslawisch Fußballspieler und serbischer Fußballtrainer
- Vasic, Ema (* 1999), österreichische Tennisspielerin
- Vasić, Miloš (1947–2021), jugoslawischer bzw. serbischer Journalist und Schriftsteller
- Vasić, Nikola (* 1991), schwedischer Fußballspieler
- Vasić, Petar (1934–1996), serbischer Mathematiker
- Vasić, Sonja (* 1989), serbische Basketballspielerin
- Vasic, Uros (* 2001), Schweizer Fußballspieler
- Vasić, Vaso (* 1990), serbisch-schweizerischer Fussballtorhüter
- Vasic, Vespa (* 1992), deutsche Schauspielerin und Synchronsprecherin
- Vasicek, Caroline (* 1974), österreichische Schauspielerin
- Vašícek, Dalibor (* 1954), tschechoslowakischer Kugelstoßer
- Vasicek, Gitti (* 1959), österreichische Künstlerin, Aktivistin und Feministin
- Vašíček, Josef (1980–2011), tschechischer Eishockeyspieler
- Vašíček, Michael (* 1979), deutscher Eishockeyspieler
- Vašiček, Miloslav (* 1965), tschechischer Radrennfahrer
- Vašíček, Oldřich (* 1941), tschechischer Mathematiker
- Vašíček, Vladimír (1919–2003), tschechischer Maler
- Vasicek, Werner (1939–2013), niederösterreichischer Heimatforscher
- Vasik, Monika (* 1960), österreichische Schriftstellerin und Lyrikerin
- Vasiľ, Cyril (* 1965), slowakischer Ordensgeistlicher und Bischof der griechisch-katholischen Eparchie Košice
- Vasilache, Lucian (* 1954), rumänischer Handballspieler
- Vasilache, Ștefan (* 1979), rumänischer Hochspringer
- Vasilakis, Alexandros (* 1979), griechischer Handballspieler und -trainer
- Vasilakos, Charilaos (1875–1964), griechischer Leichtathlet
- Vasilcă, Neculai (* 1955), rumänischer Handballspieler
- Vasilchenko, Nikita (* 1994), deutscher Schauspieler
- Vasile, Gheorghe (* 1967), rumänischer Biathlet
- Vasile, Marin (* 1924), rumänischer Politiker (PCR)
- Vasile, Radu (1942–2013), rumänischer Historiker, Hochschullehrer und Politiker
- Vasile, Teodor (* 1947), rumänischer Radrennfahrer
- Vasile, Turi (1922–2009), italienischer Filmproduzent, Drehbuchautor und Filmregisseur
- Vasileiadis, Kostas (* 1984), griechischer Basketballspieler
- Vasilek, Lukáš (* 1980), tschechischer Chorleiter und Dirigent
- Vasilenko, Vytautas (* 1942), litauischer Politiker
- Vasilescu, Arina Gabriela (* 1997), rumänische Tennisspielerin
- Vasilescu, Laura (* 1984), rumänische Handballspielerin und -trainerin
- Vasilescu, Nicolae (* 1930), rumänischer Radrennfahrer
- Vasilescu-Karpen, Nicolae (1870–1964), rumänischer Ingenieur und Physiker
- Vasiļevskis, Vadims (* 1982), lettischer Speerwerfer
- Vasiliadis, Sebastian (* 1997), griechischer Fußballspieler
- Vasiliauskas, Albertas (1935–2024), litauischer Forstwissenschaftler, Phytopathologe und Politiker
- Vasiliauskas, Aleksandras (1940–2016), litauischer Mathematiker und Politiker
- Vasiliauskas, Gediminas (* 1963), litauischer Politiker
- Vasiliauskas, Kazimieras (* 1990), litauischer Automobilrennfahrer
- Vasiliauskas, Marius (* 1974), litauischer Beachvolleyballspieler
- Vasiliauskas, Nerijus (* 1977), litauischer Fußballspieler
- Vasiliauskas, Povilas (* 1953), litauischer Jurist und Politiker
- Vasiliauskas, Šarūnas (1960–2011), litauischer Manager und Politiker
- Vasiliauskas, Tomas (* 1997), litauischer Hammerwerfer
- Vasiliauskas, Valdas (* 1951), litauischer Journalist und Politiker
- Vasiliauskas, Vitas (* 1973), litauischer Jurist, Bankier
- Vasilić, Nenad (* 1975), österreichischer Jazzmusiker (Bass, Komposition, Arrangement) serbischer Herkunft
- Vasilichi, Gheorghe (1902–1974), rumänischer Politiker (PMR/PCR)
- Vasiliev, Alexander Alexandrovich (1870–1953), russischer Byzantinist
- Vasilije Ostroški (1610–1671), Heiliger der Serbisch-Orthodoxen KircheVasilije Ostroški (1610–1671)

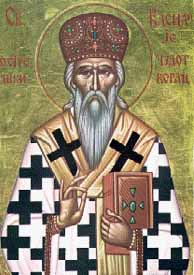
Vasilije Ostroški (1610–1671)

- Vasilijević, Goran (* 1965), serbischer Fußballspieler
- Vasilikos, Vasilis (1933–2023), griechischer Schriftsteller
- Vasilios III. (1846–1929), Patriarch von Konstantinopel (1925–1929)
- Vasilios von Aristi (1939–2023), griechisch-orthodoxer Bischof
- Vasiliou, Anastasios (* 1997), zyprischer Leichtathlet
- Vasiliou, Irini (* 1990), griechische Sprinterin
- Vasiliu, Emanuel (1929–2001), rumänischer Linguist, Romanist und Rumänist
- Vasiliu, Laura (* 1976), rumänische Schauspielerin
- Vasiliu, Lukas (* 2004), deutscher Basketballspieler
- Vasiliu, Teodor (* 1926), rumänischer Politiker (PCR)
- Vašilj, Ivana, kroatisches Model und ehemalige Schönheitskönigin
- Vasilj, Nikola (* 1995), bosnischer FußballspielerNikola Vasilj (* 1995)

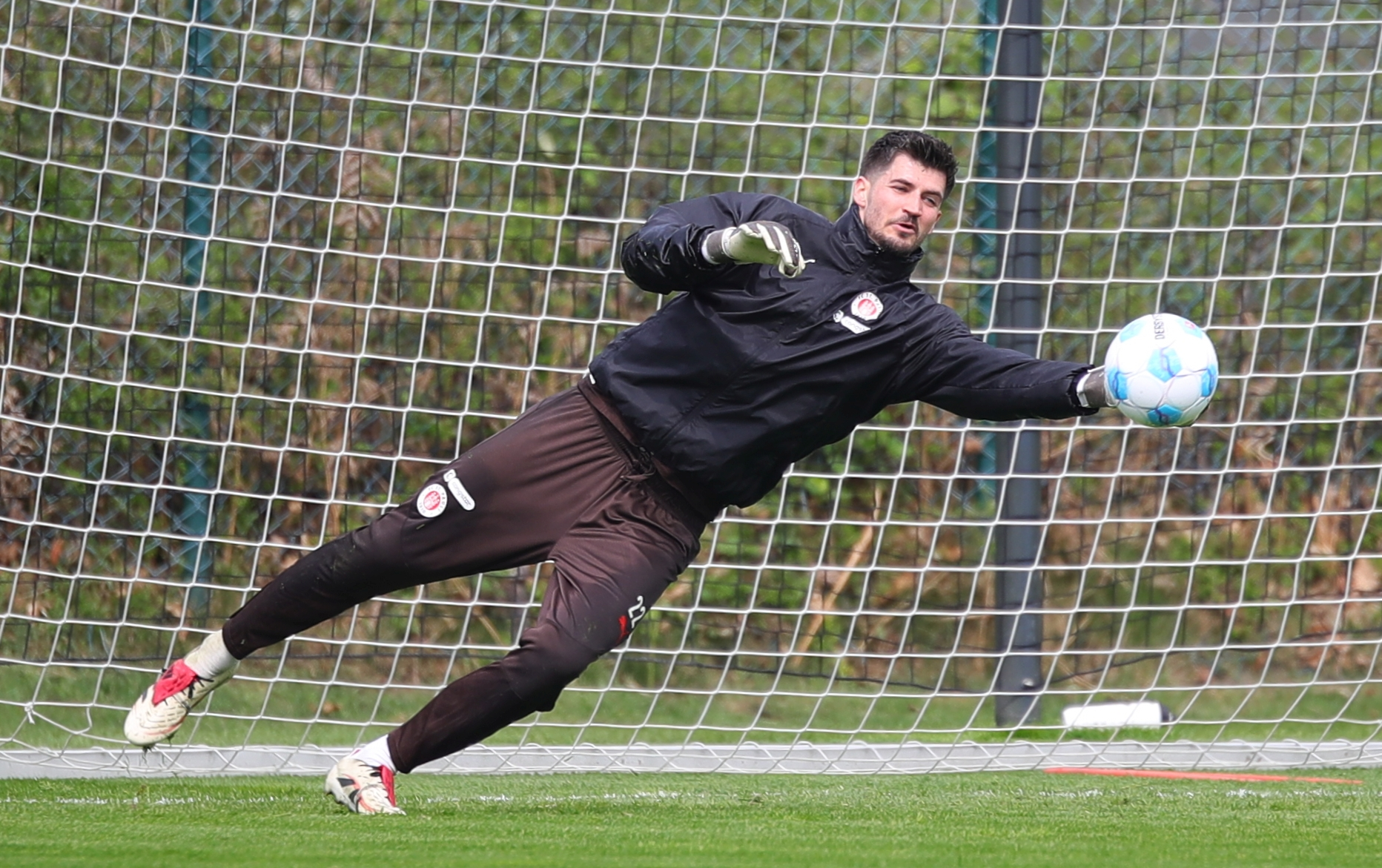
Nikola Vasilj (* 1995)

- Vasilj, Stanislav (* 1985), bosnisch-kroatischer Fußballspieler
- Vasilj, Vladimir (* 1975), kroatischer Fußballtorwart
- Vasiljević, Aleksandra (* 1986), bosnisch-herzegowinische Biathletin
- Vasiljević, Andrej (* 1993), kroatischer Eishockeytorwart
- Vasiljević, Dušan (* 1982), serbischer Fußballspieler
- Vasiljević, Nikola (* 1983), bosnisch-herzegowinischer Fußballspieler
- Vasiljević, Veljko (* 2005), serbischer Mittel- und Langstreckenläufer
- Vasiļjevs, Deniss (* 1999), lettischer Eiskunstläufer
- Vasiļjevs, Haralds (1952–2024), lettischer Eishockeyspieler und -trainer
- Vasiļjevs, Herberts (* 1976), lettisch-deutscher Eishockeyspieler
- Vasiljković, Dragan (* 1954), serbischer Kommandant der Einheit „Knindže“Dragan Vasiljković (* 1954)

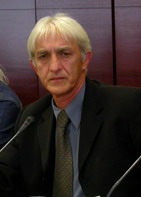
Dragan Vasiljković (* 1954)

- Vasiloiu, Cristina (* 1988), rumänische Mittelstreckenläuferin
- Vasilopoulos, Christos (* 1978), griechischer Schauspieler und Synchronsprecher
- Vasilopoulos, Dionysios (1902–1964), griechischer Schwimmer und Wasserballspieler
- Vasilopoulos, Ioannis (1958–2025), griechisch-amerikanischer Illustrator von Schallplattencovern
- Vasilopoulos, Panagiotis (* 1984), griechischer Basketballspieler
- Vasischka, kuschanischer Großkönig
- Vasiu, Liviu (* 1982), rumänischer Architekt und Dozent

### Vasj
- Vasjonkin, Vadim (* 1996), estnischer Eishockeyspieler

### Vask
- Vaska, Lauri (1925–2015), estnisch-US-amerikanischer Chemiker
- Vaske, Claus (* 1965), deutscher Comedy-Autor und Schriftsteller
- Vaske, Dennis (* 1967), US-amerikanischer Eishockeyspieler
- Vaske, Heinrich (1876–1928), deutscher Politiker (CNBL)
- Vaske, Paul (1924–1985), deutscher Ingenieurwissenschaftler
- Vaškelis, Edvinas (* 1996), litauischer Volleyballspieler
- Vaškevičius, Arūnas (* 1973), litauischer Handballspieler
- Vasko, Elmer (1935–1998), kanadischer Eishockeyspieler
- Vašková, Alena (* 1975), tschechische Tennisspielerin
- Vašková, Miroslava (* 1986), tschechische Badmintonspielerin
- Vašková, Silvia (* 1985), slowakische Fußballspielerin
- Vaskovics, Laszlo A. (* 1936), ungarisch-deutscher Soziologe
- Vasks, Pēteris (* 1946), lettischer KomponistPēteris Vasks (* 1946)

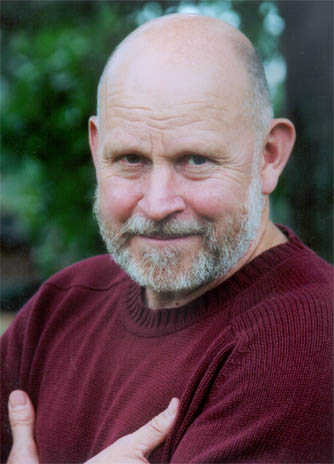
Pēteris Vasks (* 1946)

- Vaskuti, István (* 1955), ungarischer Kanute

### Vasm
- Vasmaghi, Sedigheh (* 1961), iranische Juristin, Theologin und Feministin
- Vasmer, Johann († 1430), Ratsherr und Bürgermeister in Bremen
- Vasmer, Max (1886–1962), deutscher Slawist
- Vasmer, Richard (1888–1938), russischer Numismatiker, Orientalist und Arabist deutscher Herkunft

### Vaso
- Vasof, Anna (* 1985), griechisch-österreichische Architektin und Medienkünstlerin
- Vasold, Heinrich Rudolph von (1707–1786), königlich-preußischer Generalmajor
- Vasold, Stefanie (* 1980), österreichische Politikerin (SPÖ)
- Vasoski, Aleksandar (* 1979), mazedonischer Fußballspieler
- Vasou, Andrea (* 2003), zyprische Stabhochspringerin
- Vasou, Vasilis (* 1988), zypriotischer Badmintonspieler
- Vasovec, Ernst (1917–1993), österreichischer Schriftsteller
- Vasović, Velibor (1939–2002), jugoslawischer Fußballspieler und -trainerVelibor Vasović (1939–2002)

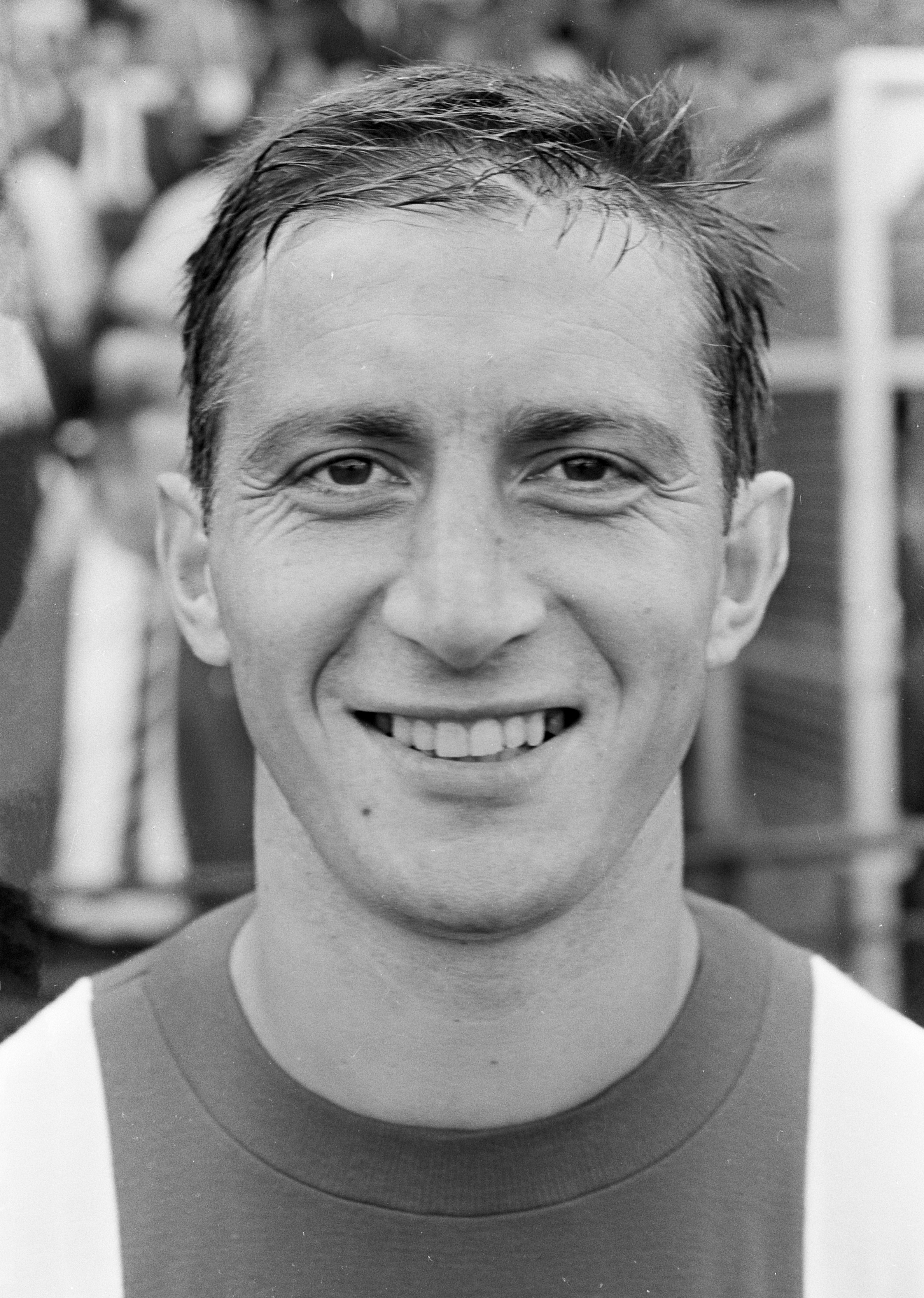
Velibor Vasović (1939–2002)

### Vasq
- Vásques Días, Amílcar (* 1945), portugiesischer Komponist und Pianist
- Vásquez de Coronado, Francisco (1510–1554), spanischer Conquistador
- Vásquez de la Horra, Sandra (* 1967), chilenische Künstlerin
- Vásquez de Novoa y López de Artigas, Manuel Fernando (1783–1855), chilenischer Präsident
- Vásquez Elizalde, Serafín (1922–2009), mexikanischer römisch-katholischer Geistlicher; Bischof von Huejutla (1968–1977); Bischof von Ciudad Guzmán (1977–1999)
- Vásquez Ochoa, Jacinto (1909–1980), kolumbianischer römisch-katholischer Geistlicher, Bischof von Espinal
- Vásquez Rivera, Alfredo (* 1965), guatemaltekischer Diplomat
- Vásquez Rossete, Pedro (1942–2022), kolumbianischer Fußballspieler
- Vásquez Saldaña, Wilder Alberto (* 1974), peruanischer römisch-katholischer Ordensgeistlicher, Prälat von Chuquibambilla
- Vásquez Silos, José Maclovio (1918–1990), mexikanischer Geistlicher, Bischof von Autlán
- Vasquez Yui, Celia (* 1960), peruanische Keramerikerin aus der Ethnie der Shipibo-Conibo
- Vásquez, Andrés (* 1987), schwedischer Fußballspieler
- Vásquez, Aurelio (1942–2019), chilenischer Fußballspieler
- Vásquez, Byron (* 2000), chilenischer Fußballspieler
- Vásquez, Carlos (* 1950), chilenischer Fußballspieler
- Vásquez, Domingo (1846–1909), honduranischer Präsident (1893–1894)
- Vásquez, Edmundo (* 1938), chilenischer Komponist
- Vásquez, Edwin (1922–1993), peruanischer Sportschütze
- Vásquez, Erasmo, chilenischer Fußballspieler
- Vásquez, Fernando (* 1994), chilenischer Fußballspieler
- Vasquez, Gabe (* 1984), US-amerikanischer Politiker der Demokratischen Partei
- Vásquez, Gabriel (1549–1604), spanischer Theologe
- Vásquez, Greivis (* 1987), venezolanischer Basketballspieler
- Vásquez, Horacio (1860–1936), dominikanischer Politiker und dreimaliger Präsident der Dominikanischen Republik
- Vásquez, Jaime (1929–2015), chilenischer Fußballspieler
- Vasquez, Jhonen (* 1974), US-amerikanischer Comic-Zeichner
- Vásquez, Joe Steve (* 1957), US-amerikanischer römisch-katholischer Geistlicher, Erzbischof von Galveston-Houston
- Vásquez, Johan (* 1998), mexikanischer Fußballspieler
- Vásquez, Jorge (1922–2017), chilenischer Fußballspieler
- Vásquez, Juan, spanischer Renaissance-Komponist, Kantor, Kapellmeister und römisch-katholischer Priester
- Vásquez, Juan Gabriel (* 1973), kolumbianischer Schriftsteller und ÜbersetzerJuan Gabriel Vásquez (* 1973)

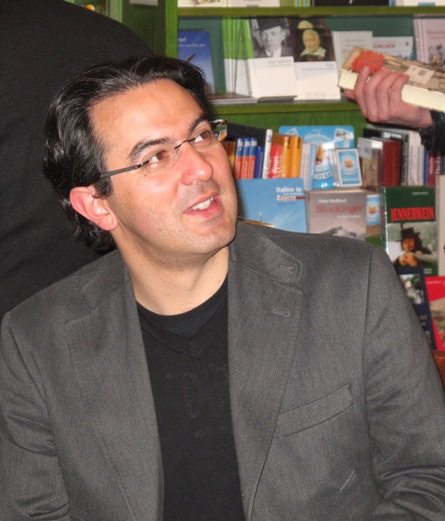
Juan Gabriel Vásquez (* 1973)

- Vásquez, Julio Antonio († 1976), chilenischer Bildhauer
- Vásquez, Julio César (* 1966), argentinischer Boxer
- Vasquez, Junior (* 1949), amerikanischer DJ, Musikproduzent, Songwriter, Remixer und Sound-Designer
- Vásquez, Leslie (* 1987), chilenische Fußballschiedsrichterassistentin
- Vasquez, Louis (* 1987), US-amerikanischer American-Football-Spieler
- Vásquez, Lucho (* 2003), kolumbianischer Fußballspieler
- Vásquez, Luis (* 1976), chilenischer Fußballspieler
- Vasquez, Martin (* 1963), US-amerikanischer Fußballspieler und -trainer mexikanischer Geburt
- Vasquez, Melba J. T. (* 1951), US-amerikanische Psychologin
- Vásquez, Mirtha (* 1975), peruanische Rechtsanwältin und Premierministerin
- Vásquez, Nelson (* 1948), chilenischer Fußballspieler
- Vásquez, Noel (* 1976), venezolanischer Radrennfahrer
- Vásquez, Pilar (* 1963), peruanische Tennisspielerin
- Vasquez, Racquel, US-amerikanische Politikerin, Bürgermeisterin von Lemon Grove
- Vásquez, Rafael (* 1994), venezolanischer Sprinter
- Vásquez, Roberto (* 1983), panamaischer Boxer im Halbfliegengewicht
- Vásquez, Rodrigo (* 1969), chilenischer Schachspieler
- Vásquez, Teodora del Carmen (* 1986), salvadorianische Bürgerrechtlerin
- Vásquez, Ulises (1892–1949), chilenischer Maler
- Vásquez, Wilmer (* 1981), venezolanischer Straßenradrennfahrer
- Vásquez, Ximena (* 2007), peruanische Sprinterin
- Vasquez-Keller, Aline (* 1981), deutsch-israelische Schauspielerin
- Vasquez-Pinas von Löwenthal, Carl (1798–1861), österreichischer Kartograf

### Vass
- Vass, E. J. (1905–1980), singapurischer Badmintonspieler
- Vass, George (1928–2013), ungarischer römisch-katholischer Theologe
- Vass, Istvánné (1915–1980), ungarische Politikerin, Mitglied des Parlaments
- Vass, Jimmy (1937–2006), US-amerikanischer Jazzmusiker (Saxophon, Flöte)
- Vass, Karl (1896–1953), ungarischer Kameramann
- Vass, Károly (1944–2021), ungarischer Handballspieler
- Vass, Laura (* 1988), rumänische Manele-Sängerin
- Vass, Moise (1920–2005), rumänischer Fußballspieler
- Vassal, französischer Renaissance-Komponist
- Vassal, Hanna-Ulrike (* 1920), deutsche Sopranistin und Gesangspädagogin
- Vassal, Jean-Philippe (* 1954), französischer Architekt und HochschullehrerJean-Philippe Vassal (* 1954)

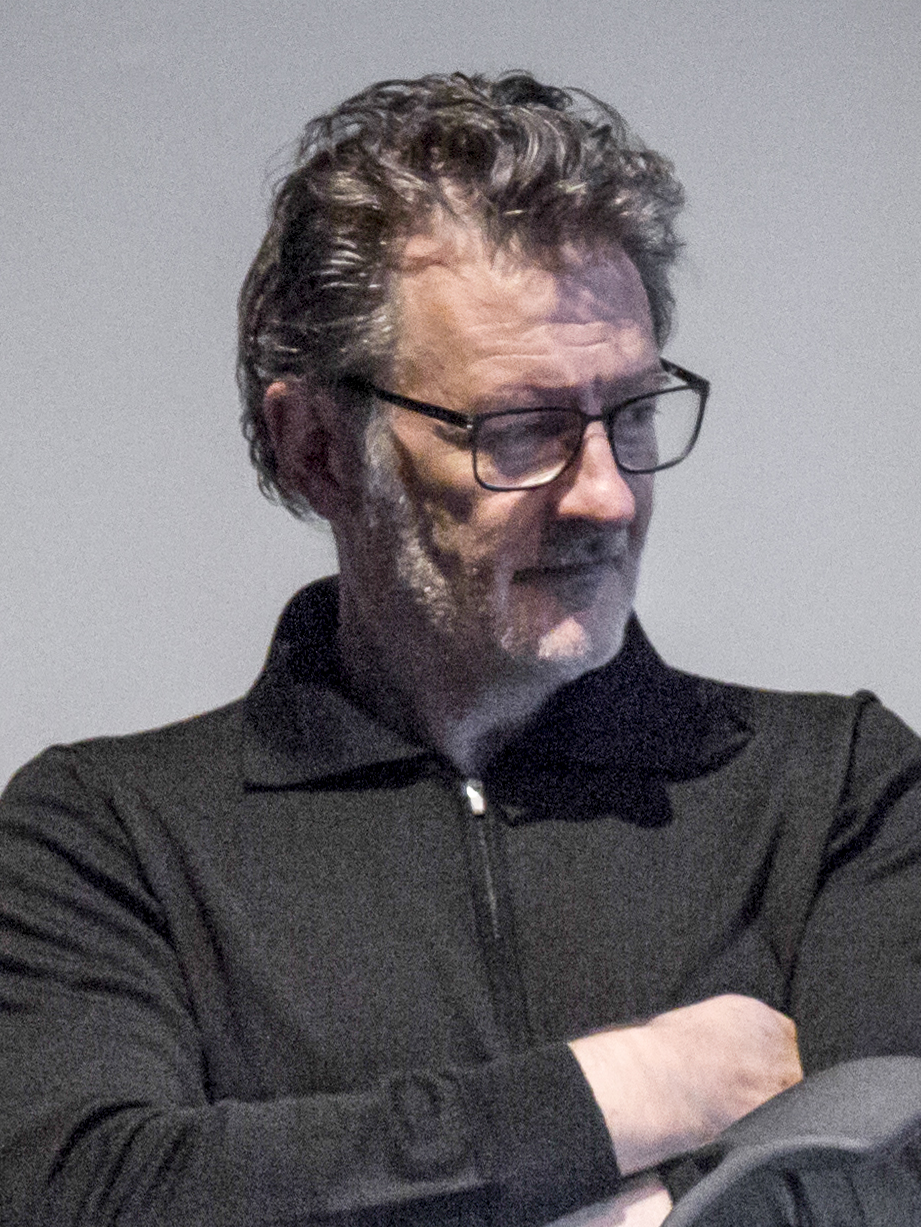
Jean-Philippe Vassal (* 1954)

- Vassal, Lucien (* 1937), französischer Schriftsteller, Politiker und Physiklehrer
- Vassall-Fox, Henry 3. Baron Holland (1773–1840), britischer Staatsmann
- Vassalli, Giuliano (1915–2009), italienischer Politiker (PSI), Mitglied der Camera dei deputati und Jurist
- Vassalli, Luigi (1812–1887), italienischer Ägyptologe
- Vassalli, Luigi (1867–1933), Schweizer Bildhauer
- Vassalli, Mikiel Anton (1764–1829), maltesischer Schriftsteller, Sprachwissenschaftler und Philosoph
- Vassalli, Sebastiano (1941–2015), italienischer Schriftsteller
- Vassallo Argüello, Martín (* 1980), argentinischer Tennissportler
- Vassallo di Torregrossa, Alberto (1865–1959), italienischer Erzbischof
- Vassallo, Angelo, italienischer Wasserballspieler
- Vassallo, Angelo (1953–2010), italienischer Kommunalpolitiker (DL, PD)
- Vassallo, Christian (* 1976), italienischer Klassischer Philologe, Papyrologe und Philosophiehistoriker
- Vassallo, Ġan Anton (1817–1868), maltesischer Autor, Dichter sowie Professor
- Vassallo, Jesse (* 1961), US-amerikanischer Schwimmer
- Vassalos, John (* 1982), griechischer Poolbillardspieler
- Vassamillet, Eliot (* 2000), belgischer Sänger
- Vassanji, Moyez G. (* 1950), kanadischer Schriftsteller
- Vassar, Phil (* 1964), US-amerikanischer Country-Sänger
- Vassaras, Kyros (* 1966), griechischer Fußballschiedsrichter
- Vassedo, antiker römischer Toreut
- Vasseghi, Esmail (* 1946), iranischer Perkussionist
- Vassel, Philipp (1873–1951), deutscher Diplomat
- Vassell, Darius (* 1980), englischer Fußballspieler
- Vassell, Devin (* 2000), US-amerikanischer Basketballspieler
- Vassell, Kadene (* 1989), niederländische Sprinterin jamaikanischer Herkunft
- Vassell, Tanesia (* 1981), jamaikanische Fußballspielerin
- Vassella, Peter (1941–2024), australischer Sprinter
- Vaßen, Florian (* 1943), deutscher Literaturwissenschaftler
- Vaßen, Franz Anton (1799–1891), deutscher katholischer Priester, Dechant und Ehrenbürger von Düren
- Vaßen, Robert (* 1961), deutscher Physiker
- Vassena, Mascha (* 1970), deutsche Schriftstellerin
- Vassena, Nadir (* 1970), schweizerischer Komponist Neuer Musik
- Vasser, Jimmy (* 1965), US-amerikanischer Automobilrennfahrer
- Vasserot, Daniel (1659–1733), französischer Industrieller
- Vasserot, Louis (1771–1840), französischer General der Artillerie
- Vasseur, Alain (* 1948), französischer Radrennfahrer
- Vasseur, Benny (1926–2015), französischer Jazzposaunist
- Vasseur, Cédric (* 1970), französischer RadrennfahrerCédric Vasseur (* 1970)

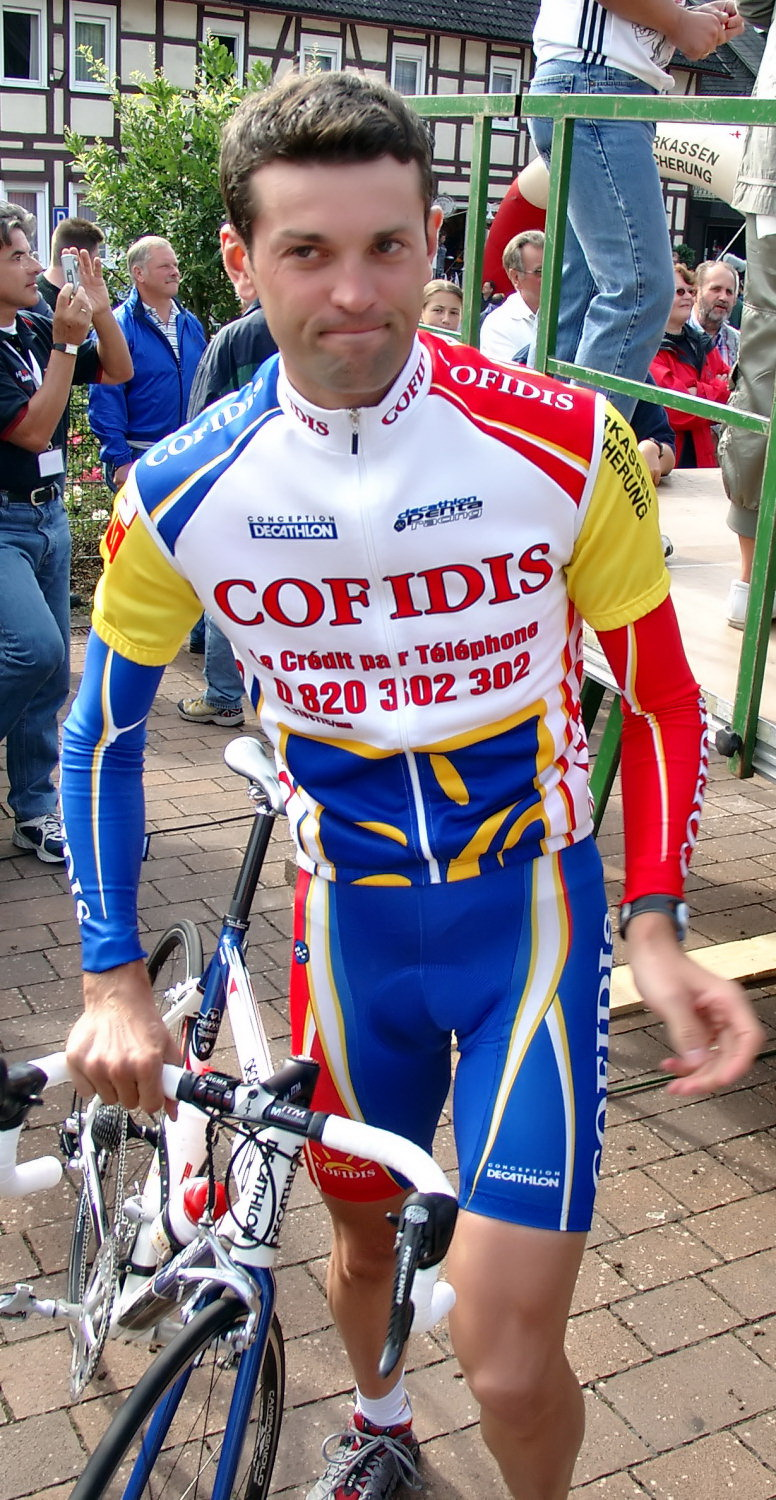
Cédric Vasseur (* 1970)

- Vasseur, Flore (* 1973), französische Unternehmerin, Schriftstellerin und Journalistin
- Vasseur, Frédéric (* 1968), französischer Motorsport-Ingenieur und -ManagerFrédéric Vasseur (* 1968)

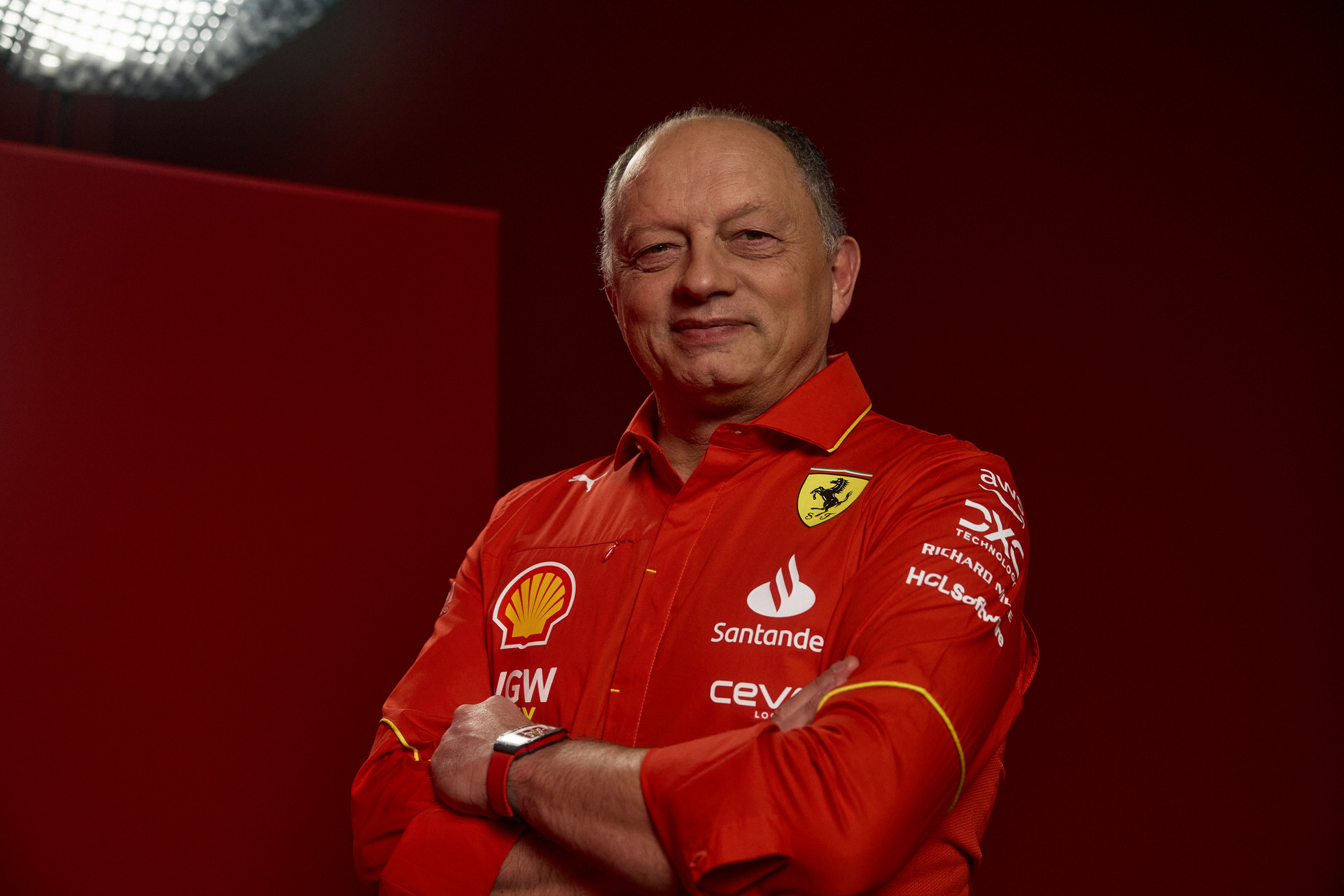
Frédéric Vasseur (* 1968)

- Vasseur, Gaston (1904–1971), französischer Autor, Romanist, Dialektologe, Lokalhistoriker, Lexikograf, Grammatiker und Autor in picardischer Mundart
- Vasseur, Ghislain, französischer Badmintonspieler
- Vasseur, Jacques (1920–2009), französischer Kriegsverbrecher
- Vasseur, Nathalie (* 1965), französische Marathonläuferin
- Vasseur, Paul (1884–1971), französischer Schwimmer und Wasserballspieler
- Vasseur, Sylvain (* 1946), französischer Radrennfahrer
- Vassey, Liz (* 1972), US-amerikanische Schauspielerin
- Vassiaux, Aimé (1890–1967), französischer Autorennfahrer
- Vassilakou, Maria (* 1969), österreichische Politikerin (Die Grünen), Landtagsabgeordnete
- Vassilev, Valentin (* 1962), bulgarisch-schweizerischer Chorleiter, Opernsänger und Musikpädagoge
- Vassileva, Mariana (* 1964), deutsch-bulgarische Künstlerin
- Vassileva, Vivi (* 1994), deutsche Percussionistin
- Vassili, Amaury (* 1989), französischer Sänger
- Vassiliadis, Michael (* 1964), deutscher Gewerkschaftsfunktionär der IG BCE
- Vassilian, Larissa (* 1976), deutsche Journalistin
- Vassilieff, Danila (1897–1958), australischer Maler und Bildhauer
- Vassilieff, Marie (1884–1957), russisch-französische Malerin und Bildhauerin
- Vassilieva, Katja (* 1963), russisch-österreichische Malerin, Grafikerin und Kulturmanagerin
- Vassilieva, Sofia (* 1992), US-amerikanische Schauspielerin russischer AbstammungSofia Vassilieva (* 1992)

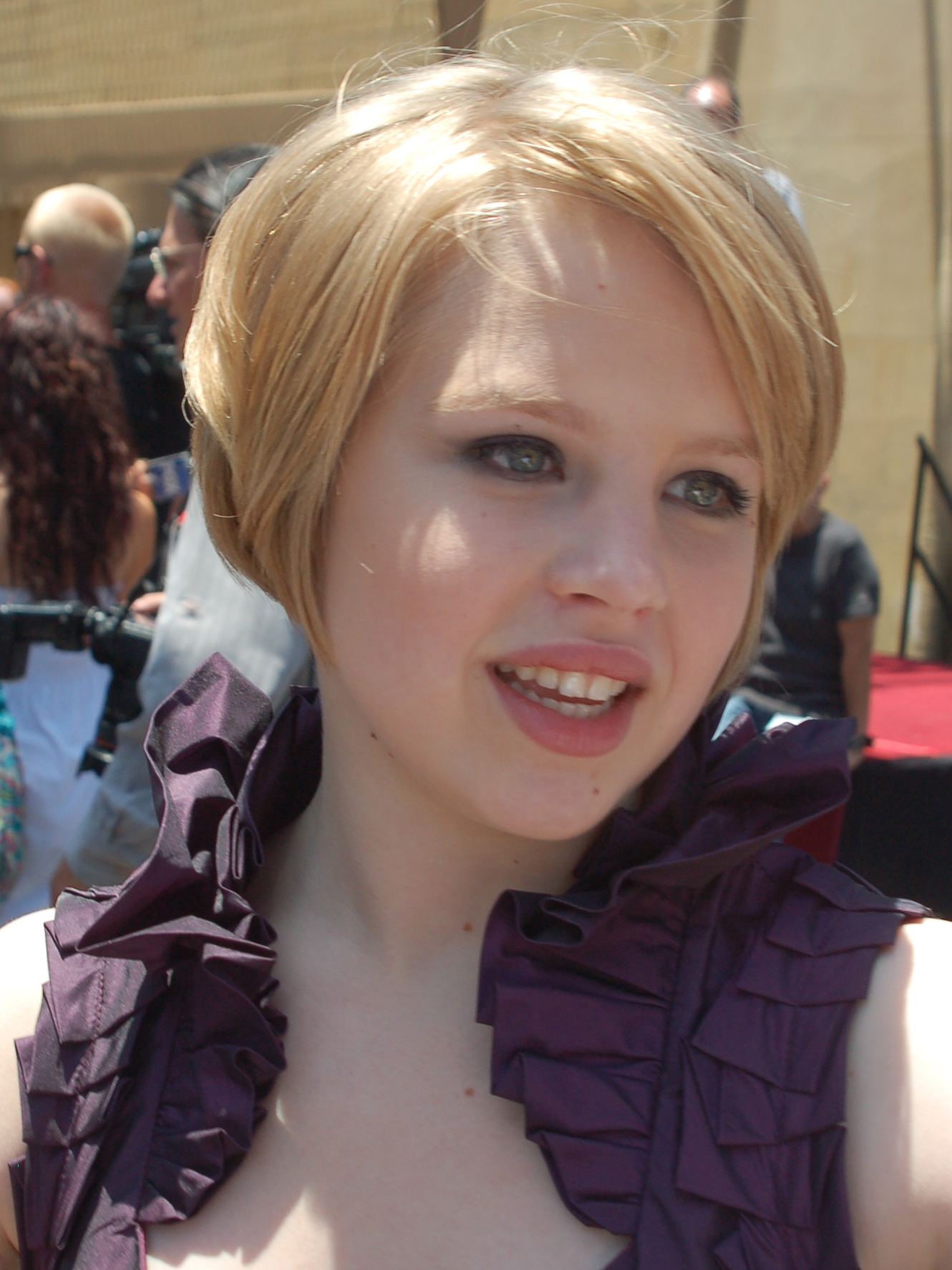
Sofia Vassilieva (* 1992)

- Vassilika, Eleni, griechisch-US-amerikanische Ägyptologin
- Vassiliou, Alexia (* 1964), zyprische Jazz- und Popsängerin
- Vassiliou, Androulla (* 1943), zypriotische Politikerin und EU-Kommissarin
- Vassiliou, Georges (* 1931), zyprischer Politiker, Präsident der Republik Zypern
- Vassiliou-Enz, Konstantina (* 1968), deutsch-griechische Radiomoderatorin
- Vassiljev, Konstantin (* 1984), estnisch-russischer Fußballspieler
- Vassiljev, Rannar (* 1981), estnischer Politiker und Unternehmensberater
- Vassillière, Josef (1897–1967), deutscher Architekt
- Vassort, Cécile (* 1941), französische Schauspielerin
- Vassos, John (1898–1985), US-amerikanischer Industriedesigner, Grafiker und Buchillustrator
- Vassy (* 1983), australische Sängerin und Schauspielerin
- Vassy, Arlette († 2000), französische Geophysikerin
- Vassy, Étienne (1905–1969), französischer Geophysiker

### Vast
- Vast, Eugène (1833–1911), französischer Organist und Komponist
- Vast, Fernand (1886–1968), französischer Radrennfahrer
- Vast, Maurice (1898–1979), französischer Politiker, Unternehmer und Widerstandskämpfer
- Vasta, Luca (* 1988), deutsche FernsehmoderatorinLuca Vasta (* 1988)

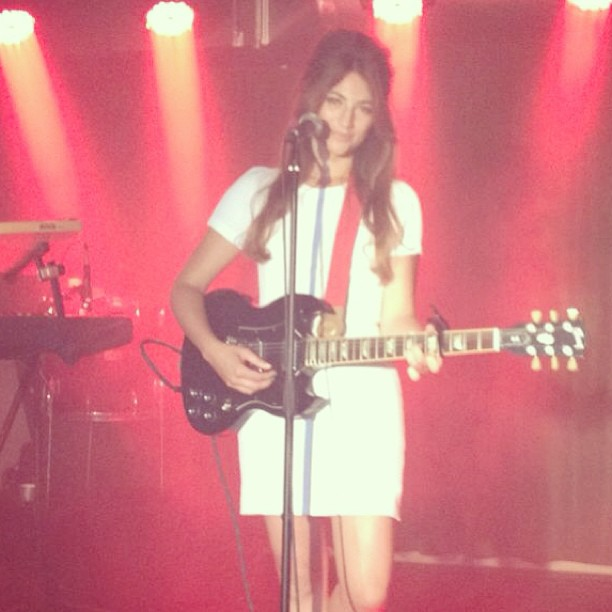
Luca Vasta (* 1988)

- Vasta, Pietro Paolo (1697–1760), italienischer Maler
- Vaștag, Francisc (* 1969), rumänischer Boxer und Boxtrainer
- Vastagh, György (1834–1922), ungarischer Maler
- Vastagh, György (1868–1946), ungarischer Bildhauer
- Vastagh, Pál (* 1946), ungarischer Politiker, Mitglied des Parlaments, MdEP, Rechtswissenschaftler und Hochschullehrer
- Vaštakas, Rimvydas (* 1960), litauischer Ingenieur, Politiker und Vizeminister
- Vastaranta, Jukka (* 1984), finnischer Radrennfahrer
- Vastenburg, Jip (* 1994), niederländische Langstreckenläuferin
- Vasters, Reinhold (1827–1909), deutscher Goldschmied und Kunstfälscher
- Västhagen, Nils (1906–1965), schwedischer Ökonom, Professor für Betriebswirtschaftslehre
- Vastić, Ivica (* 1969), österreichischer FußballspielerIvica Vastić (* 1969)

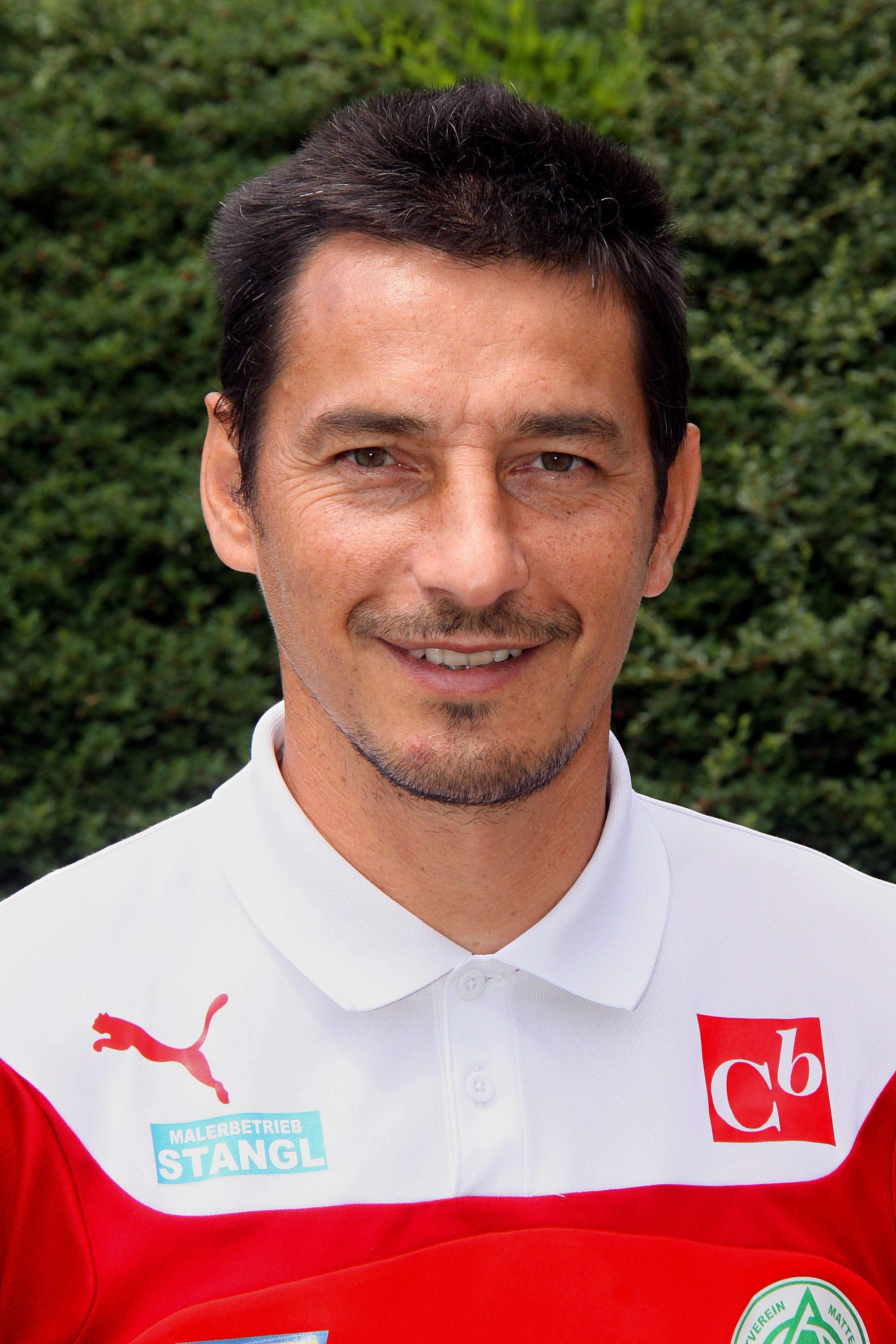
Ivica Vastić (* 1969)

- Vastić, Toni (* 1993), österreichischer Fußballspieler
- Vastine, Adriani (* 1984), französischer Boxer
- Vastine, Alexis (1986–2015), französischer Boxer
- Vastrakar, Pooja (* 1999), indische Cricketspielerin

### Vasu
- Vasubandhu, Mitbegründer der Yogacara-Schule buddhistischer Philosophie
- Vasudev, Aruna (1936–2024), indische Filmkritikerin, Autorin, Herausgeberin und Festivalorganisatorin
- Vasudeva I., kuschanischer Großkönig
- Vasudeva II., kuschanischer König
- Vasudevan Nair, M. T. (1933–2024), indischer Schriftsteller
- Vasudevan Nair, P. K. (1926–2005), indischer Politiker (CPI), Lok-Sabha-Mitglied und Chief Minister von Kerala
- Vasugupta (875–925), Heiliger des kaschmirischen Shivaismus
- Vasulka, Steina (* 1940), isländisch-US-amerikanische Videokünstlerin
- Vasulka, Woody (1937–2019), tschechisch-US-amerikanischer Videokünstler
- Vašut, Marek (* 1960), tschechischer FilmschauspielerMarek Vašut (* 1960)

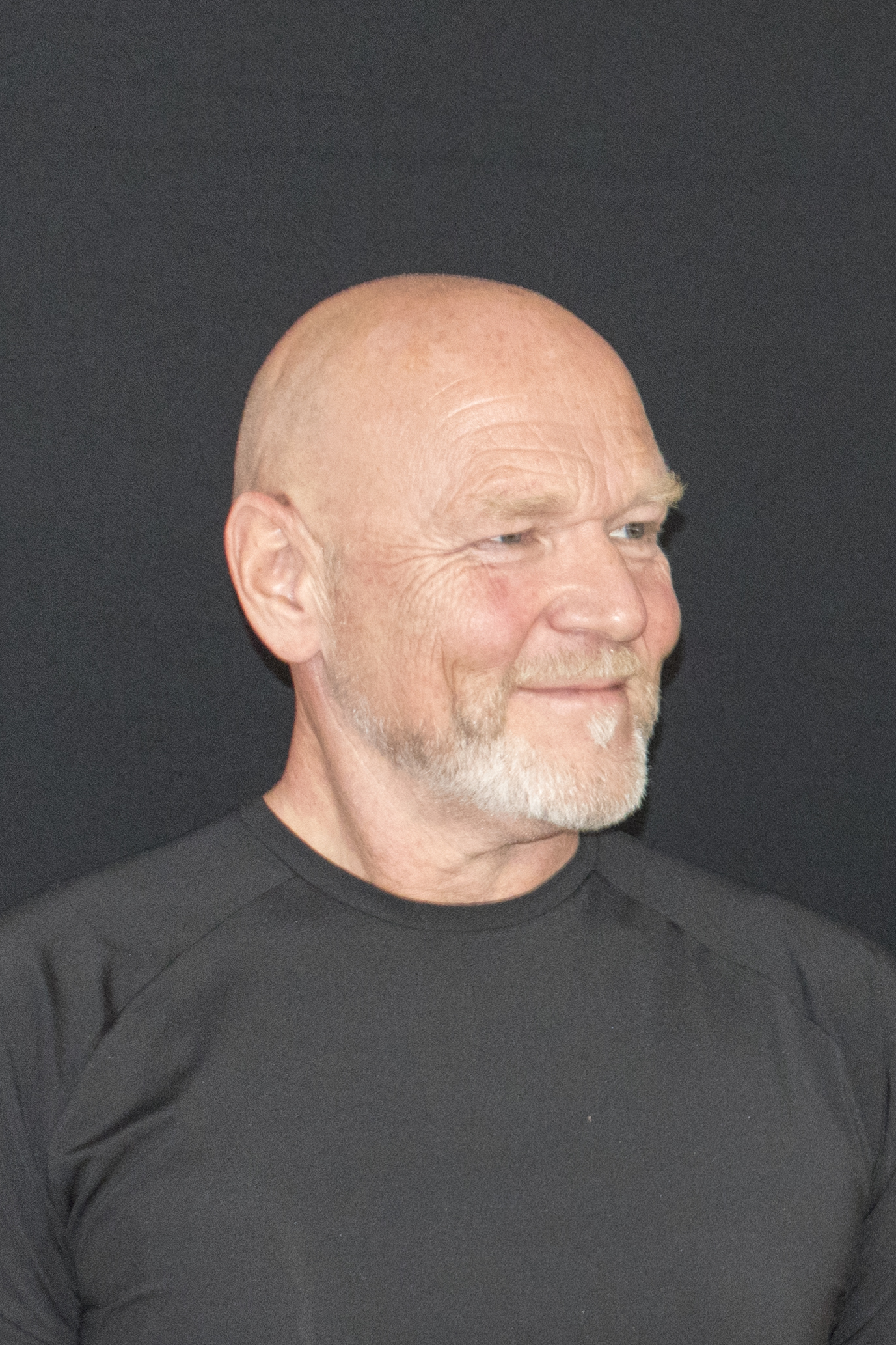
Marek Vašut (* 1960)

- Vašut, Václav, tschechoslowakischer Skispringer

### Vasv
- Vasvári, Pál (1957–2016), ungarischer Jazz-Bassist
- Vasvik, Truls (* 1978), norwegischer Politiker

### Vasw
- Vaswani, Ashish, Informatiker
- Vaswani, Ram (* 1970), britischer Poker- und Snookerspieler
- Vaswani, Sunit (* 1980), englischer Snookerspieler

### Vasy
- Vasy, András (* 1969), ungarischer Mathematiker
- Vasyanov, Roman (* 1980), russischer Kameramann
- Vasyliv, Yuriy (* 1993), deutscher Radrennfahrer

### Vasz
- Vaszari, Virág (* 1986), ungarische Handballspielerin
- Vaszary, Gábor von (1897–1985), ungarischer Schriftsteller und Drehbuchautor
- Vaszary, János (1867–1939), ungarischer Maler und Hochschullehrer
- Vaszary, Kolos Ferenc (1832–1915), Kardinal der katholischen Kirche
- Vaszi, Tünde (* 1972), ungarische Weitspringerin
- Vaszjunyin, Artyom (* 1984), ungarisch-ukrainischer Eishockeyspieler